# Mad Butcher
Mad Butcher är en EP av thrash metal-bandet Destruction. Den släpptes 1987. Bandet hade här en delvis ny uppsättning. Originaltrummisen Tommy Sandman hade lämnat bandet och ersatts av Oliver Kaiser, samtidigt som man tagit in en andragitarrist, Harry Wilkens.

## Låtlista
1. "Mad Butcher" - 5:01
2. "The Damned" - 3:54 (Plasmatics-cover)
3. "Reject Emotions" - 6:50
4. "The Last Judgement" - 3:11